# Симон Блаженный
Си́мон Блаже́нный (также Си́мон Ю́рьевецкий, Си́мон Ю́рьевский; род. в деревне Братское близ села Оделева Плёсской волости — ум. 4 (14) ноября 1584 или 1586, Юрьевец, ныне Ивановская область) — православный святой, юродивый.
Тайно покинув родительский дом, избрал путь юродства Христа ради. Поселился в лесу, затем жил в селении Елнать и городе Юрьевце. Ходил босым, зимой и летом носил только одну ветхую рубаху. Скитался, терпел насмешки и побои. Обладал даром прозрения. По его молитвам совершались чудеса, в том числе исцеления.
Канонизирован в 1635 году. Память совершается 4 (17) ноября (день преставления) и 10 (23) мая (день тезоименитства с апостолом Симоном Зилотом). Мощи покоятся в Богоявленском храме Юрьевца.

## Жизнеописание

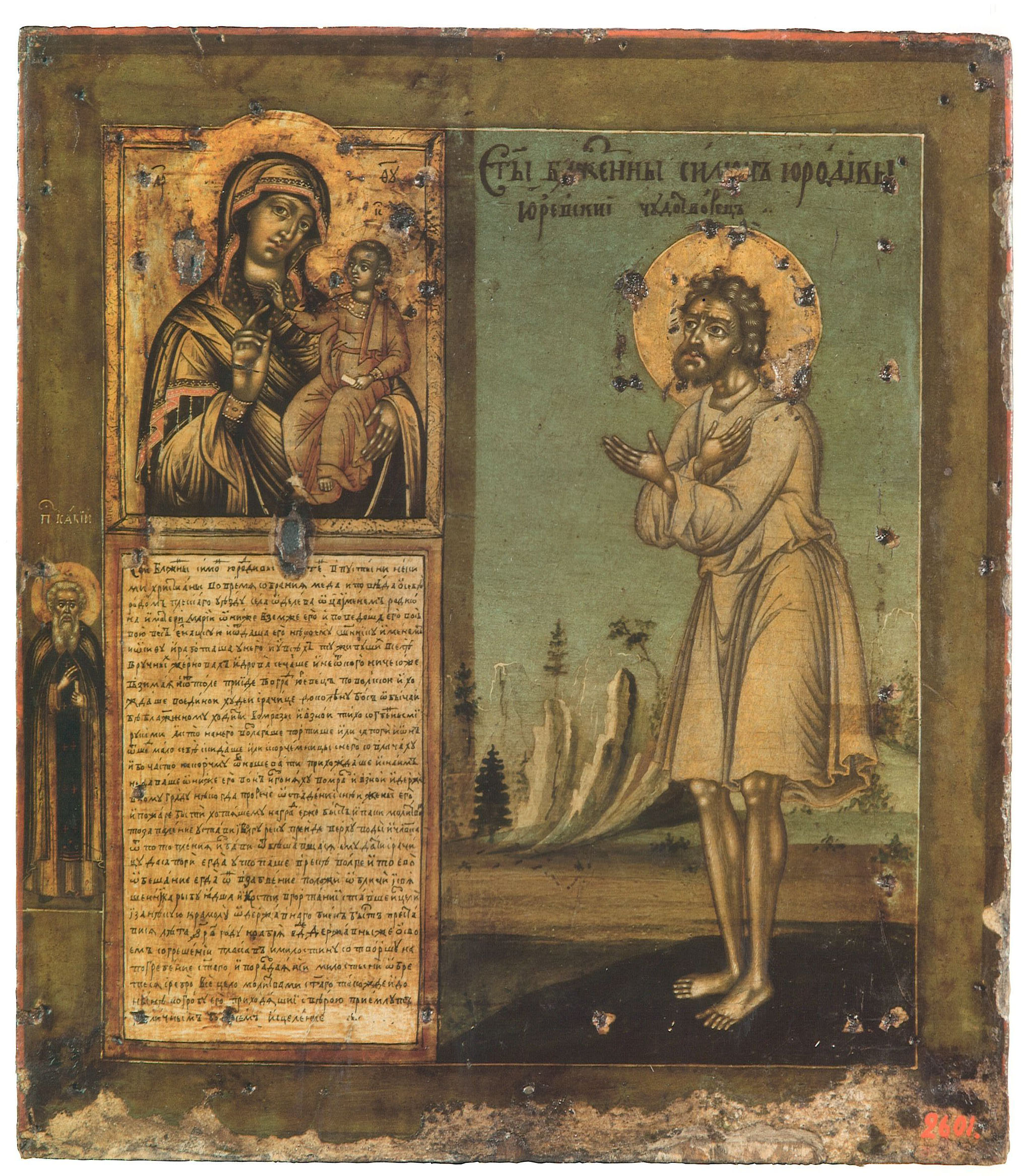
Икона начала XVIII века

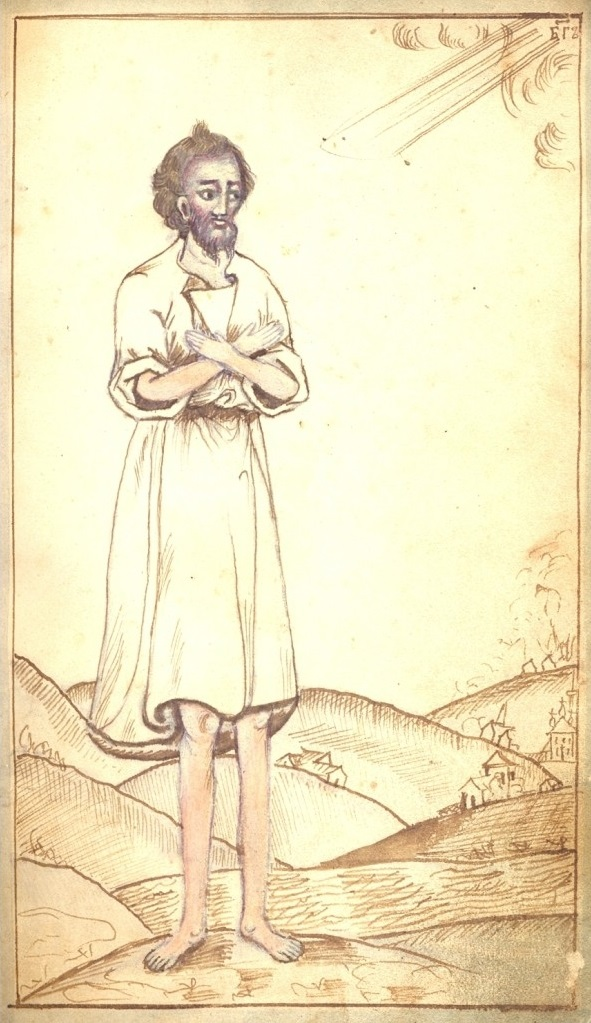
Рисунок из рукописного жития XIX века храма Богоявления в Юрьевце

Согласно «Книге житий святых» святителя Димитрия Ростовского, Симон родился в селе Оделеве Плёсской волости. Житие, составленное протоиереем Иоанном (Поспеловым) (1879), уточняет, что, по местным преданиям, родиной блаженного была не сама деревня Оделево, а находившаяся поблизости и позднее исчезнувшая деревня Братское. Его родителями были благочестивые крестьяне Иродион (по Поспелову — Родион) и Мария. При крещении мальчик получил имя Симон в честь апостола Симона Зилота, память которого отмечается 10 (23) мая.
С юных лет Симон был трудолюбив, помогал родителям в крестьянских работах. Поспелов упоминает предание о колодце близ часовни у села Оделева, который, как считается, Симон выкопал собственноручно. Достигнув совершеннолетия, он предпочёл девственную жизнь браку. Вероятно, чтобы избежать принуждения к женитьбе со стороны родителей, Симон решил принять на себя подвиг юродства Христа ради. Он тайно покинул родительский дом, не взяв с собой ничего, кроме единственной ветхой рубахи, и ушёл в глухие леса. Там он вёл скитальческую жизнь, не имея постоянного пристанища, питался лесными травами и кореньями, терпел голод, холод, одиночество и искушения.

### В Елнати
Спустя некоторое время Симон был обнаружен в лесной чаще жителями села Елнать (Ялнатской веси) Юрьевецкого уезда, которые отправились в лес за дровами. Это произошло примерно в ста верстах от его родных мест. Блаженный был одет в лохмотья, худ и измождён. На вопросы он не отвечал, повторяя только своё имя. Поселяне, сочтя его лишившимся разума, отвели Симона в своё село к священнику местной Николаевской церкви при реке Ёлнати, носившему имя Иосиф.
Симон остался жить в доме священника. Он выполнял различную работу, особенно предпочитая тяжёлый труд для умерщвления плоти: молол муку ручными жерновами, рубил дрова для всех жителей селения. За свой труд он никогда не принимал платы, помогая людям из христианской любви. Ревностно посещал храм, где усердно молился. По житию Поспелова, на службах Симон стоял неподвижно и не осенял себя крестным знамением, из-за чего некоторые полагали, что он вовсе не молится, хотя на самом деле он творил тайную молитву.
За свой необычный вид и поведение Симон часто подвергался насмешкам и поношениям, которые переносил с кротостью. В любое время года он ходил босиком и носил лишь одну рубашку. Спал юродивый прямо на земле, под открытым небом. Житие Поспелова добавляет, что он часто повторял вслух, укоряя себя: «Симон, ты глупец, несытая гортань!». Несмотря на всеобщее непонимание, некоторые жители Елнати почитали его за святую жизнь. В Елнати блаженный Симон прожил пятнадцать лет.

### В Юрьевце
По прошествии пятнадцати лет Симон переселился в город Юрьевец-Повольский. Причины этого переезда неизвестны. В Юрьевце он усугубил подвиг юродства и претерпел ещё большие скорби. Он по-прежнему ходил босым в одной разодранной рубахе, терпел издевательства и побои от уличных мальчишек. Не имея пристанища, он скитался по городу. Зимой иногда заходил погреться в корчмы, но пьяные посетители избивали его и выгоняли на мороз. Если сердобольные люди давали ему тёплую одежду, её часто отбирали. Часто Симон проводил ночи в молитве под открытым небом, стоя на берегу Волги или на льду реки. От суровой жизни он сильно исхудал, кожа его почернела и словно прилипла к костям.
Любимым местом молитвы для Симона стала паперть Богоявленского монастыря (позднее — приходской Богоявленской церкви). Здесь, особенно перед иконой Божией Матери, он проводил много времени в молитве, черпая в ней утешение и духовную радость.

### Дары прозорливости и чудотворения
За свою подвижническую жизнь блаженный Симон получил от Бога дары прозорливости и чудотворения.
Однажды Симон пришёл в дом юрьевецкого воеводы Третьяка Трегуба и вёл себя как юродивый, вызывающе. Разгневанный воевода приказал слугам силой выгнать блаженного. Уходя, Симон предсказал несчастье в доме. На следующий день жена воеводы (по житию Поспелова, её звали Акилина) упала с крыльца (сеней) и разбилась насмерть. После этого случая Трегуб стал почитать Симона.
В другой раз Симон предсказал сильный пожар в Юрьевце, призывая горожан молиться. Когда предсказание сбылось и огонь охватил город, люди вспомнили слова блаженного. Его нашли коленопреклонённо молящимся на паперти Богоявленского монастыря. Приведённый к воеводе, Симон, как повествует житие Поспелова, ударил его по щеке за неверие, указал рукой на самое сильное пламя, и пожар тотчас прекратился.
Житель Юрьевца по имени Иосиф Зубарев однажды попал в сильную бурю, переправляясь через Волгу на лодке. Увидев на берегу Симона, Иосиф мысленно взмолился к нему о помощи, пообещав подарить блаженному новую одежду и обувь. Буря немедленно утихла. Однако, спасшись, Иосиф забыл о своём обете. Спустя время Симон встретил его и напомнил о случившемся и неисполненном обещании. Иосиф раскаялся и хотел выполнить обещанное, но блаженный велел отдать одежду и обувь нищим. Житие Поспелова добавляет, что в этот момент Симон говорил как совершенно разумный человек и запретил Иосифу рассказывать о чуде своего спасения и о здравом рассудке самого Симона до его кончины.
Однажды священник соборного храма Святого Георгия в Юрьевце по имени Алимпий подавился рыбьей костью. Он долго страдал и был близок к смерти. Отчаявшись, он попросил помощи у Симона. Блаженный прикоснулся пальцами к горлу священника, и тот немедленно выплюнул кость вместе с кровью.
По сообщению жития Поспелова, матери из Юрьевца и окрестных селений приносили к Симону своих больных детей. Если блаженный брал ребёнка на руки или возлагал на него руку, это означало, что дитя выздоровеет и будет жить. Если же он отворачивался, это предвещало скорую смерть ребёнка.

### Хождение по водам и пророчество о монастыре
В одну из осенних ночей житель Юрьевца Пётр Сутырев увидел, как Симон идёт по Волге, бушевавшей от сильного ветра, как по суше, опираясь на посох. Подойдя к Петру, блаженный запретил ему рассказывать об этом чуде до своей смерти. Житие Поспелова уточняет, что и в этот раз Симон говорил как совершенно разумный человек. После кончины святого Пётр поведал о виденном.
Поспелов описывает ещё один случай хождения Симона по водам. Летней ночью другой житель Юрьевца (имя неизвестно) увидел, как блаженный идёт по спокойной Волге с противоположного берега. Подойдя к очевидцу, Симон указал на высокий холм, поросший сосновым лесом на другом берегу реки, и предсказал, что через сорок лет после его смерти на том месте Божьим изволением будет основан монастырь «во спасение инокам». Это пророчество исполнилось: в 1624 году на указанном месте возникла Кривоезерская пустынь (монастырь был затоплен при создании Горьковского водохранилища в 1950-х годах). Согласно житию Поспелова, Симон часто посещал это уединённое место для молитвы, переходя Волгу зимой по льду, а летом — по воде, как по суше. Следы его босых ног на снегу, ведущие к заволжскому берегу, видели многие горожане.

### Преставление
Предчувствуя скорую кончину, Симон пришёл в дом нового юрьевецкого воеводы Фёдора Петелина. Воевода был чем-то разгневан и, не зная блаженного, приказал слугам жестоко избить его. От побоев Симон тяжело заболел. Его оставили умирать во дворе воеводского дома. Чувствуя приближение смерти, блаженный попросил позвать священника. Он исповедался, причастился Святых Христовых Таин и мирно скончался 4 (17) ноября 1584 года. По житию Поспелова, это произошло 4 (17) ноября 1586 года.
Узнав о смерти Симона и осознав свою вину, воевода Фёдор Петелин горько раскаялся. Тело блаженного издавало благоухание, а лицо его было умиротворённым. Воевода приказал созвать всё городское духовенство для погребения. На похороны собралось множество народа из Юрьевца и окрестностей. Петелин сам приготовил гроб и положил в него тело святого. Житие Поспелова добавляет, что на погребении присутствовали и царские чиновники, находившиеся в то время в Юрьевце для описания города. С псалмопениями и духовными песнопениями блаженного Симона погребли в Богоявленском монастыре. Во время похорон воевода раздал щедрую милостыню.

### Посмертные чудеса, канонизация и память

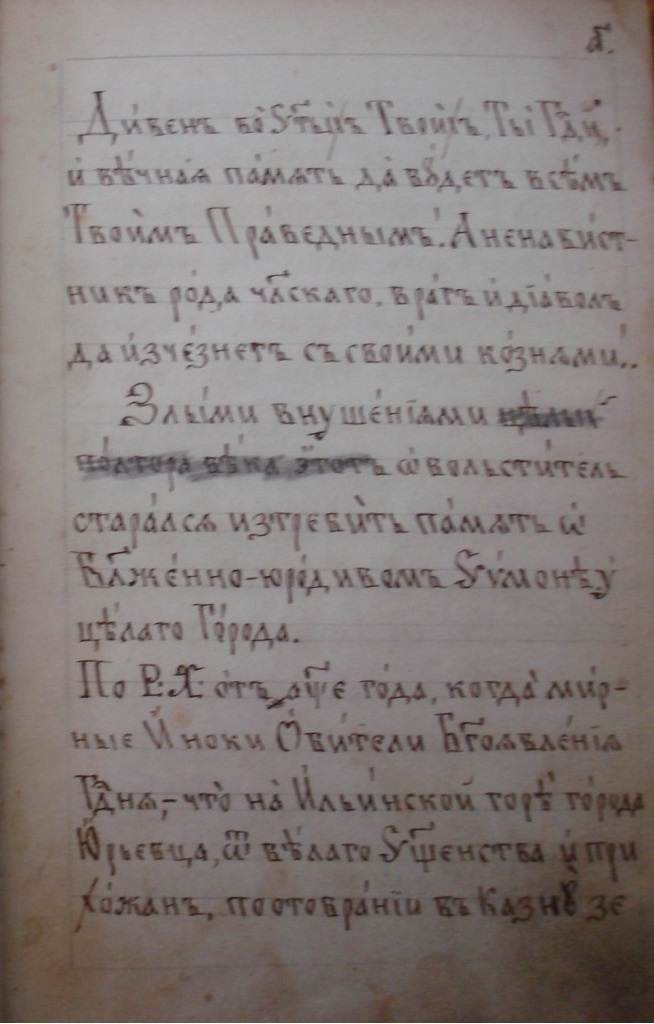
Рукописное житие XIX века храма Богоявления в Юрьевце

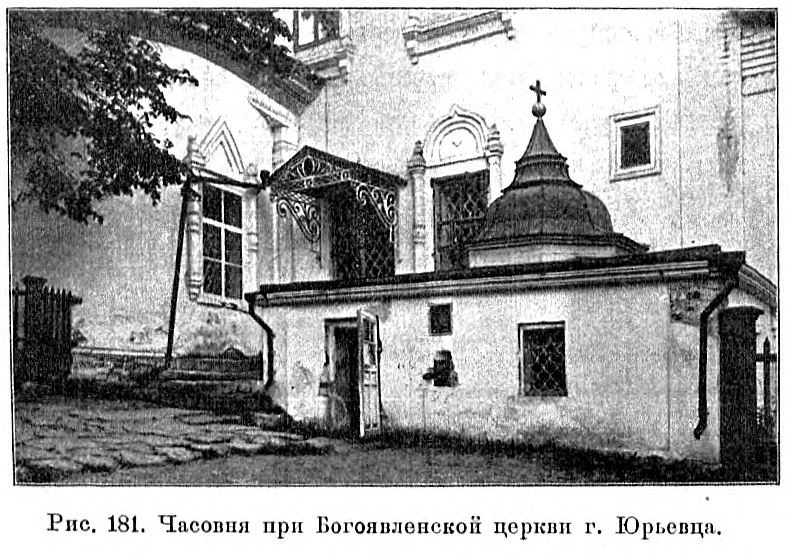
Склеп-часовня первой половины XIX века с могилой Симона Блаженного при храме Богоявления в Юрьевце, фотография 1908 года

Вскоре после кончины блаженного Симона у его могилы стали происходить чудеса и исцеления. Не позднее 1619 года (по другим данным, в 1635 году) игумен Богоявленского монастыря Дионисий доложил о них Патриарху Иоасафу I. По благословению Патриарха была написана икона святого, устроена рака над его могилой и установлено местное почитание, составлена служба.
В 1619 году при строительстве новой каменной церкви в Богоявленском монастыре могила блаженного Симона оказалась внутри храма, у правого клироса. Над ней была установлена деревянная гробница. При строительных работах в земле над гробом была обнаружена каменная плита с высеченным на ней крестом.
Одно из первых известных посмертных чудес связано с исцелением жительницы Юрьевца Соломонии (или Саломии), страдавшей тяжёлой болезнью более полутора лет. Ей во сне явился блаженный Симон (в рубашке, босой, с чёрными волосами, со сложенными на груди руками) и повелел идти в Богоявленский монастырь и отслужить панихиду на его могиле. Женщина проснулась здоровой и исполнила повеление. По её описанию пожилые люди узнали Симона, которого она сама при жизни не видела. Это событие способствовало распространению почитания святого. К его гробнице стали стекаться паломники, и число чудес умножалось.
В 1666 году, накануне и в день памяти пророка Илии (28 июля по старому стилю), многие жители Юрьевца видели явление Симона, который молился на Соборной горе, а затем в храме Богородицы. После утренней службы он вышел на паперть и пристально смотрел в одну сторону, где вскоре начался сильный пожар, охвативший почти весь город. При этом блаженный что-то говорил и горько плакал. Его видели плачущим и в других местах города. Затем он вошёл в Богоявленский монастырь и стал невидим. Считается, что по его молитвам часть города была спасена от огня.
Богоявленский монастырь был упразднён в 1725 году, его храм стал приходским. В 1722 году епископ Нижегородский Питирим, посетив Юрьевец и не зная обстоятельств канонизации Симона, распорядился прекратить его официальное почитание: убрать гробницу, запечатать вход в склеп под церковью, где находилась могила, и заменить бдения и молебны панихидами. Рукописное житие святого было изъято для расследования. В 1741 году проводилось новое следствие, но Синод не вынес окончательного решения. Несмотря на официальное приостановление, народное почитание блаженного Симона не прекращалось и стихийно возобновилось в полной мере в XIX веке. Иоанн (Поспелов) отмечал перерыв в записи чудес с 1705 по 1856 год, но выражал уверенность, что они совершались и в этот период.
В 1840-х годах к южному фасаду Богоявленского храма в Юрьевце был пристроен каменный склеп-часовня над местом упокоения блаженного Симона. К концу XIX века доступ к гробнице был вновь открыт для всех желающих. Рака была обновлена, на ней лежала кипарисовая икона святого в ризе, изображающая его со сложенными на груди руками.
Житие Поспелова (1879) описывает множество чудес, совершавшихся у могилы святого вплоть до времени его составления, отмечая, что записана лишь малая их часть. Исцеления часто происходили по схожей схеме: больной давал обет посетить могилу Симона и отслужить панихиду, после чего наступало облегчение. Если обет забывался, болезнь возвращалась, но после раскаяния вновь отступала. Также известны случаи избавления от смертельной опасности по молитвам к святому. Богоявленскую церковь в народе часто называли «церковью блаженного Симона».
Во времена составления жития Поспеловым на месте деревни Братское ещё существовала деревянная часовня во имя Симона Юрьевецкого. Рядом с ней находился колодец, по преданию, выкопанный самим блаженным; его вода считалась целебной.
В 2007 году близ деревни Серёдкино, недалеко от села Елнать, была построена часовня в честь Симона Юрьевецкого, приписанная к храму Воскресения Христова села Ёлнать. Рядом с часовней расположен источник, почитаемый как чудотворный.